# Cumpleaños Oficial del Rey

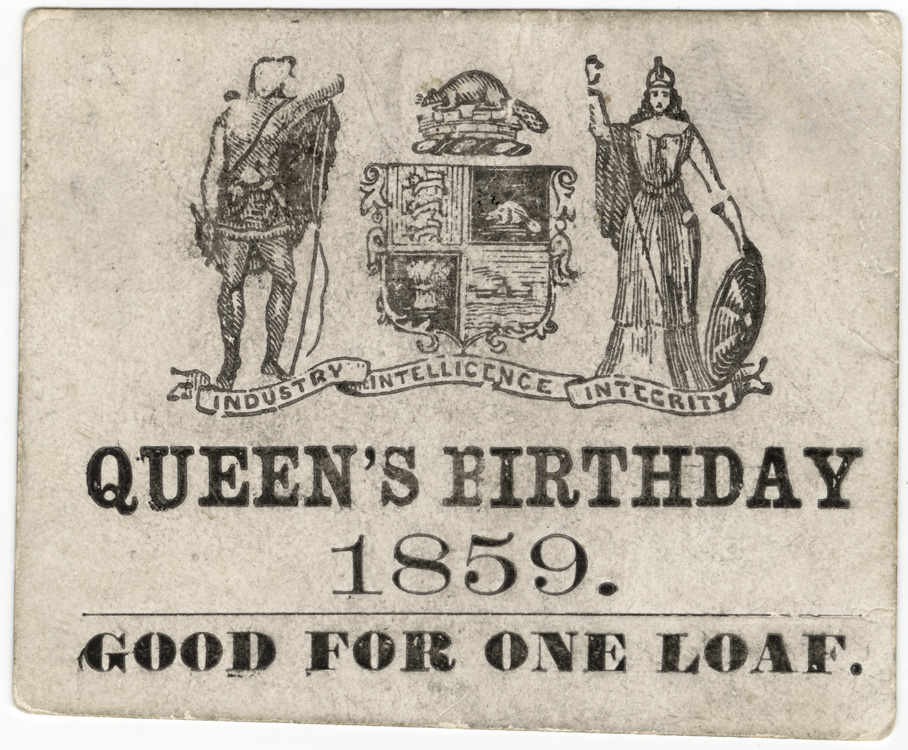
Un boleto de pan de la ciudad de Toronto que le otorga al titular un pan en celebración del cumpleaños de la reina

El Cumpleaños Oficial del Rey (o Cumpleaños Oficial de la Reina cuando la monarca es mujer), es el día seleccionado en algunos reinos de la Mancomunidad de Naciones en el que se celebra oficialmente el cumpleaños del monarca en esos países. No corresponde necesariamente a la fecha del nacimiento real del monarca.
Este cumpleaños oficial se realizó por primera vez en el Reino de Gran Bretaña en 1748, para el rey Jorge II. Desde entonces, la fecha del cumpleaños del rey o la reina se ha determinado en todo el Imperio Británico, y más tarde en la Mancomunidad de Naciones, ya sea por proclamaciones reales emitidas por el soberano, o por leyes estatutarias aprobadas por el parlamento local. La fecha de la celebración de hoy varía según lo adoptado por cada país y generalmente se establece a fines de mayo o principios de junio, para coincidir con una mayor probabilidad de buen clima en el hemisferio norte para las ceremonias al aire libre. En algunos casos, es una fiesta nacional oficial, a veces coincidiendo con la celebración de otros eventos.

## Australia
Los estados y territorios australianos celebran el cumpleaños del rey el segundo lunes de junio, excepto en Australia occidental y Queensland. A medida que Australia Occidental celebra el Día de Australia Occidental (anteriormente conocido como Día de la Fundación) el primer lunes de junio, el Gobernador de Australia Occidental cada año proclama el día en que el estado celebrará el Cumpleaños del Rey, según los términos escolares y el Show Real de Perth. No existe una regla firme para determinar esta fecha, aunque generalmente es el último lunes de septiembre o el primer lunes de octubre. Algunas áreas regionales de Australia Occidental celebran el día festivo del cumpleaños del rey en días alternativos. En 2012, Queensland celebró el cumpleaños en octubre, ya que el de junio estaba reservado para conmemorar el Jubileo de Diamante de Isabel II como reina de Australia. Luego, el cumpleaños regresó a su fecha original junto a los otros estados del este de Australia. A partir de 2016, Queensland realiza las celebraciones el primer lunes de octubre.

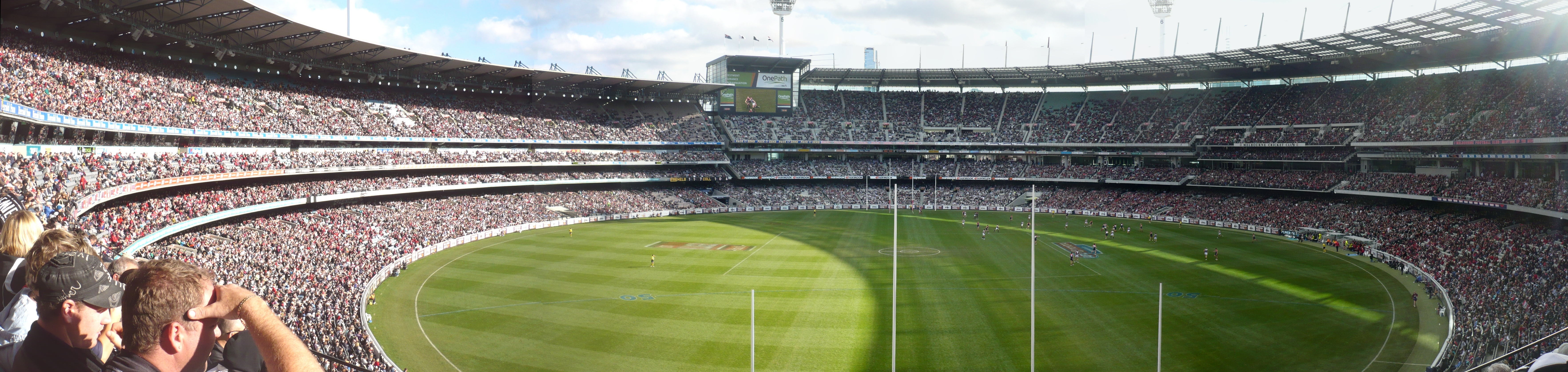
El partido del cumpleaños de la reina es un partido de fútbol australiano que se celebra anualmente durante el cumpleaños de la reina en Victoria.

El día se celebra desde 1788, cuando el gobernador Arthur Phillip declaró un feriado para conmemorar el cumpleaños del rey de Gran Bretaña. Hasta 1936, se celebró en el cumpleaños real del monarca, pero, después de la muerte del rey Jorge V, se decidió mantener la fecha el segundo lunes de junio. Mientras que el sucesor de Jorge V, Eduardo VIII, también celebró su cumpleaños en junio, los dos soberanos siguientes no lo han hecho: el cumpleaños de Jorge VI fue en diciembre, muy cerca de Navidad, el Boxing Day y Año Nuevo, mientras que el cumpleaños de Isabel II cae brevemente después del Viernes Santo y Pascua y muy cerca del Día ANZAC.
El fin de semana del cumpleaños del rey y el Día de la Commonwealth (24 de mayo) se usaban tradicionalmente para los espectáculos de fuegos artificiales en Australia. La venta de fuegos artificiales al público fue prohibida en varios estados en la década de 1980 y por el Territorio de la Capital Australiana el 24 de agosto de 2009. Tasmania es el único estado y el Territorio del Norte el único territorio que aún vende fuegos artificiales al público. La «Lista de Honores del Cumpleaños del Rey», en la que se nombran nuevos miembros de la Orden de Australia y otros honores australianos, se publica en la fecha del Cumpleaños Oficial del Rey en la mayoría de los estados.

## Canadá

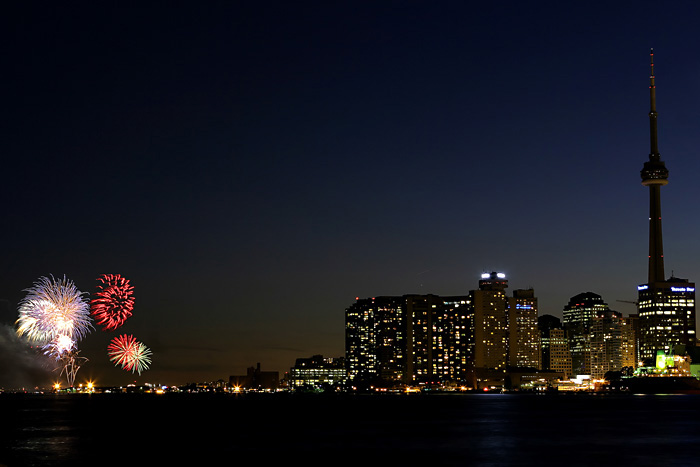
Fuegos artificiales durante las celebraciones del Día de Victoria en Toronto. La fiesta honra el cumpleaños de la reina Victoria, y es simultáneamente el cumpleaños oficial del monarca canadiense reinante.

Una proclamación real emitida el 5 de febrero de 1957 estableció el cumpleaños oficial del monarca canadiense como el último lunes antes del 25 de mayo. El cumpleaños se había celebrado en Canadá desde 1845, cuando la Asamblea Legislativa de la Provincia de Canadá aprobó un estatuto para reconocer oficialmente el cumpleaños de la reina Victoria el 24 de mayo. Durante las décadas posteriores a la muerte de la reina Victoria en 1901 (momento en que el lunes antes del 25 de mayo se conoció por ley como el Día de Victoria), la fecha oficial en Canadá del cumpleaños del monarca cambió a través de varias proclamaciones reales: para Eduardo VII el 24 de mayo, el 3 de junio para Jorge V y el 23 de junio para Eduardo VIII.
Eduardo VIII abdicó el 11 de diciembre de 1936, tres días antes del cumpleaños de su hermano y sucesor, Jorge VI. El nuevo rey expresó a sus ministros su deseo de que su cumpleaños no se celebrara públicamente, a la luz de las circunstancias recientes. Pero, el Primer Ministro en ese momento, William Lyon Mackenzie King, el resto del gabinete, y Lord Tweedsmuir, el gobernador general, sintieron lo contrario, viendo esa celebración como una forma de comenzar el reinado de forma positiva. El cumpleaños oficial de George VI en Canadá se celebró posteriormente en varios días entre el 20 de mayo y el 14 de junio.

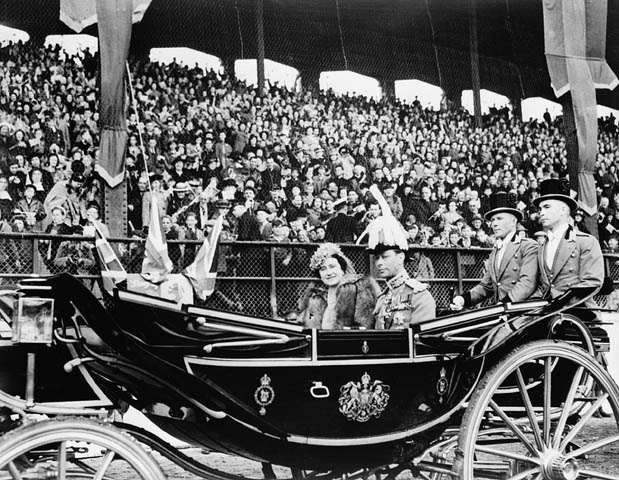
El rey Jorge VI en Ottawa, Ontario, en su cumpleaños oficial, 1939.

El primer cumpleaños oficial de Isabel II, hija de Jorge VI, fue el último en celebrarse en junio; el formato fortuito fue abandonado en 1952, cuando se trasladó el Día de la Commonwealth y una enmienda movió el Día de Victoria tanto al lunes antes del 25 de mayo como al cumpleaños oficial del monarca en Canadá. Los dos días festivos son, por ley, completamente distintos, excepto cuando son designados para ser festejados el mismo día; es feriado en Nunavut y Nuevo Brunswick (allí se prescribe como un día de descanso en el que las empresas minoristas deben estar cerradas). El Cumpleaños Oficial del Rey está marcado por el lanzamiento de un saludo de artillería en las capitales nacionales y provinciales y el alza de la Bandera del Reino Unido en edificios pertenecientes a la Corona, si hay un segundo asta disponible.
El monarca canadiense ha estado en Canadá para su cumpleaños oficial dos veces. La primera vez fue el 20 de mayo de 1939, cuando el rey Jorge VI estaba en una gira de costa a costa por Canadá y su cumpleaños oficial se celebró con una ceremonia de Trooping the Colour en Parliament Hill. La segunda vez fue cuando la reina Isabel II estuvo en Canadá del 17 al 25 de mayo de 2005, para conmemorar el centenario de la entrada de Saskatchewan y Alberta a la Confederación; No se organizaron eventos iniciados por el gobierno, aparte de los dictados por el protocolo normal, para reconocer el cumpleaños oficial. El Carlos III, entonces príncipe y heredero al trono, y su esposa, Camilla, en 2012 asistieron a eventos en Saint John, Nuevo Brunswick y Toronto, Ontario, en conmemoración del cumpleaños oficial de la reina. En 2014, la pareja asistió a una ceremonia en Charlottetown, Isla del Príncipe Eduardo.

## Nueva Zelanda
En Nueva Zelanda, el cumpleaños se celebra el primer lunes de junio. Las celebraciones son principalmente oficiales, incluida la «lista de Honores del Cumpleaños del Rey» y las ceremonias militares. Ha habido propuestas, con cierto apoyo político, para reemplazar el feriado con Matariki (Año Nuevo maorí) como feriado nacional. En 2009 surgió la idea de renombrar el fin de semana del cumpleaños de la reina al fin de semana de Hillary, en memoria del alpinista Edmund Hillary.

## Reino Unido
El cumpleaños del monarca se celebra en el Reino Unido desde 1748, durante el reinado del rey Jorge II. El cumpleaños oficial de la reina Isabel II se celebraba originalmente el segundo jueves de junio, el mismo día en que su padre, el rey Jorge VI, celebró su cumpleaños oficial durante su reinado. Sin embargo, esto cambió en 1959, siete años después de que ella se convirtiera en reina, y su cumpleaños oficial se celebró desde entonces el segundo sábado de junio. Eduardo VII, que reinó desde 1901 hasta 1910 y cuyo cumpleaños fue el 9 de noviembre, después de 1908 trasladó la ceremonia al verano con la esperanza de tener mejor tiempo.
En lugares de Escocia también se celebra el cumpleaños de la reina Victoria el tercer lunes de mayo. El gobierno local y las instituciones de educación superior generalmente cierran en este día.

### Territorios Británicos de Ultramar

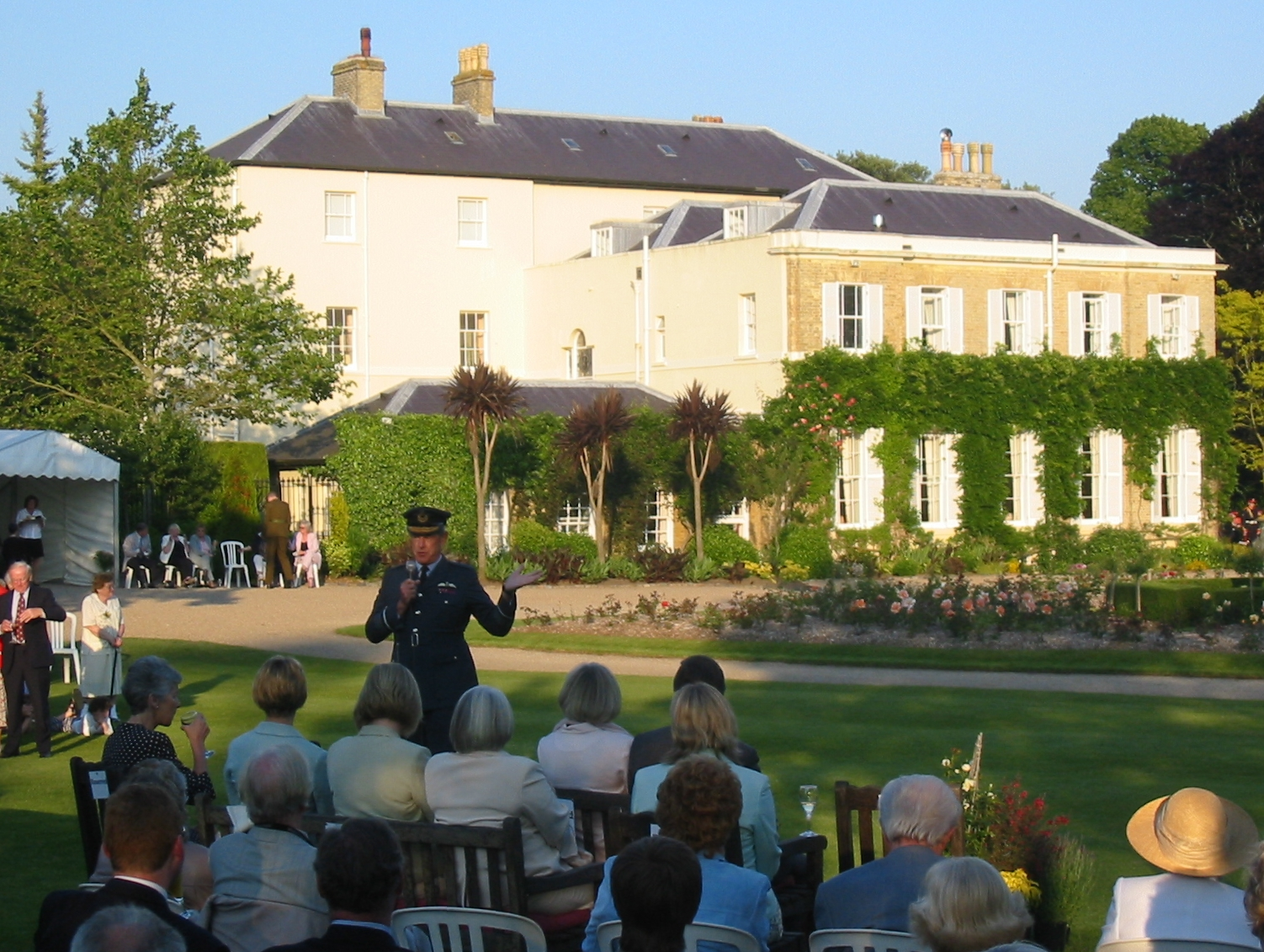
Una recepción para el público organizada por el vicegobernador de Jersey en la Casa de Gobierno para celebrar el Cumpleaños Oficial de la Reina y nombrar a los destinatarios de los honores de cumpleaños.

El Cumpleaños Oficial del Rey es un día festivo en Gibraltar y en la mayoría de los demás territorios británicos de ultramar. En 2008, el gobierno de Bermudas decidió que el día, a partir del año siguiente, sería reemplazado por el Día Nacional de los Héroes, a pesar de las protestas de las personas en la isla, que firmaron una petición pidiendo seguir celebrando el cumpleaños. Las Islas Malvinas celebran el día real del nacimiento del rey, el 14 de noviembre. Es un día festivo en Santa Elena, Ascensión y Tristán de Acuña, donde cae el tercer lunes de abril.

## Otros países de la Mancomunidad
Tuvalu celebra el Cumpleaños Oficial del Rey el segundo sábado de junio. En San Cristóbal y Nieves, la fecha de las vacaciones se establece cada año. Papúa Nueva Guinea y las Islas Salomón lo hacen el segundo lunes de junio. Las Islas Cook, un estado asociado con Nueva Zelanda, también celebra el feriado el segundo lunes de junio.

### Antiguos miembros de la Mancomunidad
A pesar de que Fiji abolió la monarquía en 1987, después de un segundo golpe de Estado, el cumpleaños continuó celebrándose cada 12 de junio hasta 2012. Ese año, el gobierno militar del comodoro Frank Bainimarama anunció que se aboliría el feriado.
Como legado del dominio británico, Malasia continúa celebrando el cumpleaños oficial de su monarca durante la primera semana de junio.